# Diocesi di Emeria
La diocesi di Emeria (in latino Dioecesis Hemeriensis) è una sede soppressa del patriarcato di Antiochia e una sede titolare della Chiesa cattolica.

## Storia
Emeria, nell'odierna Turchia, è un'antica sede episcopale della provincia romana dell'Osroene nella diocesi civile d'Oriente. Faceva parte del patriarcato di Antiochia ed era suffraganea dell'arcidiocesi di Edessa, come attestato in una Notitia episcopatuum del VI secolo.
Sono noti diversi vescovi di quest'antica diocesi. Eustazio fu corrispondente di san Basilio. Gioviano partecipò al primo concilio di Costantinopoli nel 381 e Ausonio al concilio di Efeso del 431. Uranio, avversario di Iba di Edessa, prese parte al sinodo di Antiochia del 445, a quelli di Tiro e di Beirut del 449, e al concilio di Efeso nello stesso anno. Manus fu cacciato dalla sua sede, verso la fine del V secolo, dall'imperatore Zenone, su istigazione di Pietro Fullo. Tommaso, vescovo monofisita, fu espulso dalla sua sede nel 518 per ordine di Giustino I, ma fu reintegrato nel 527 all'avvento sul trono imperiale di Giustiniano I e prese parte al colloquio di Costantinopoli del 533. Infine, Sergio fu tra i padri del concilio di Costantinopoli del 553.
Dal XVII secolo Emeria è annoverata tra le sedi vescovili titolari della Chiesa cattolica; la sede è vacante dal 30 gennaio 1965. Nelle fonti la sede è conosciuta come Hemeriensis oppure Himeriensis.

## Cronotassi

### Vescovi greci
- Eustazio † (menzionato nel 370 circa)
- Gioviano † (menzionato nel 381)
- Ausonio † (menzionato nel 431)
- Uranio † (prima del 445 - dopo il 449)
- Manus † (? - fine del V secolo esiliato)
  - Tommaso † (? - 518 deposto) (vescovo monofisita)
  - Tommaso † (527 - dopo il 533) (vescovo monofisita) (per la seconda volta)
- Sergio † (menzionato nel 553)

### Vescovi titolari
- Giacomo Boncarpi, O.F.M.Conv. † (5 marzo 1640 - 1649 deceduto)
- Kazimierz Benedykt Leżeński, O.Cist. † (2 maggio 1695 - 25 ottobre 1703 deceduto)
- Jan Tobiasz Augustynowicz † (22 maggio 1713 - 1715 succeduto arcieparca di Leopoli degli Armeni)
- Juan de Santa Cruz, O.P. † (3 aprile 1716 - 14 agosto 1721 deceduto)
- Placido Pezzancheri, O.Cist. † (16 gennaio 1726 - 12 aprile 1728 nominato vescovo di Tivoli)
- Francesco Maria Pitoni † (12 novembre 1728 - 4 aprile 1729 deceduto)
- Apollonio Lupi, C.R.L. † (28 novembre 1729 - 5 febbraio 1741 deceduto)
- Andrea Gioannetti, O.S.B.Cam. † (29 gennaio 1776 - 15 dicembre 1777 nominato arcivescovo di Bologna)
- Johann Adam Behr † (30 settembre 1778 - 5 novembre 1805 deceduto)
- Louis-Sylvestre de La Châtre † (17 novembre 1823 - 5 febbraio 1829 deceduto)
- José Miguel Aristegui Aristegui † (25 giugno 1869 - 16 giugno 1876 deceduto)
- Adrianus Godschalk † (11 agosto 1877 - 8 gennaio 1878 nominato vescovo di 's-Hertogenbosch)
- Celestino del Frate † (27 febbraio 1880 - 27 marzo 1885 nominato vescovo di Tivoli)
- Francesco Vitagliano † (27 luglio 1885 - 1887 deceduto)
- Francesco Mazzuoli † (11 febbraio 1889 - dicembre 1890 deceduto)
- António José de Souza Barroso † (1º giugno 1891 - 15 settembre 1897 nominato vescovo di São Tomé di Meliapore)
- Giovanni Gigante † (24 marzo 1898 - 15 ottobre 1908 deceduto)
- Joaquim José Vieira † (14 settembre 1912 - 8 novembre 1912 nominato arcivescovo titolare di Cirro)
- Giovanni Andrea Masera † (2 dicembre 1912 - 13 giugno 1921 nominato vescovo di Colle di Val d'Elsa)
- Alfred-Henri-Marie Baudrillart † (29 luglio 1921 - 12 aprile 1928 nominato arcivescovo titolare di Melitene)
- Justin Cawet † (28 gennaio 1929 - 16 ottobre 1941 deceduto)
- José Maria Cuenco † (22 novembre 1941 - 24 novembre 1945 nominato vescovo di Jaro)
  - Alfredo Vicente Scherer † (13 giugno 1946 - 30 dicembre 1946 nominato arcivescovo di Porto Alegre) (vescovo eletto)
- Zdzisław Goliński † (28 marzo 1947 - 22 aprile 1951 nominato vescovo di Częstochowa)
- Augusto Gianfranceschi † (28 luglio 1953 - 3 febbraio 1957 nominato vescovo di Cesena)
- George Joseph Biskup † (9 marzo 1957 - 30 gennaio 1965 nominato vescovo di Des Moines)